# Adelheid Solger
Adelheid Solger, född 22 januari 1817 i Berlin, död 26 mars 1870 i Haag, var en politiskt verksam nederländsk ministerfru.
Adelheid Solger var dotter till Karl Wilhelm Ferdinand Solger. Hon var från 1836 gift med Johan Rudolph Thorbecke, premiärminister tre gånger mellan 1849 och 1871. Paret hade en lycklig relation och maken höll henne informerad om alla politiska frågor: hon läste alla statshandlingar och hans brevväxling och gav honom råd och synpunkter. 
Genom besök hos andra politikers hustrur och närvaro i politiska debatter hade hon ett brett kontaktnät som hon använde för att gynna makens karriär och underrättade honom om allt hon fick veta, särskilt när han var frånvarande. Hon upprätthöll goda kontakter mellan regeringen och kungahuset, som då var ansträngt. 
Hennes inflytande var välkänt och hon uppvaktades därför att supplikanter som ville att hon skulle rekommendera olika frågor eller reformer för sin make eller olika personer för vissa poster, och eftersom många av dess personer också fick dessa poster tycks hon ha utfört många av dessa uppdrag.